# جيريمياه بيشوب
جيريمياه بيشوب (بالإنجليزية: Jeremiah Bishop) هو دراج أمريكي، ولد في 9 مارس 1976.

## وصلات خارجية
- جيريمياه بيشوب على موقع أرشيف الدراجات (الإنجليزية)